# Sanbalat horonitul
Sanbalat horonitul (în ebraică סנבלט‎), cunoscut și ca Sanbalat I a fost un lider samaritean și oficial politic al Imperiului Ahemenid. Sanbalat a trăit în secolul al V-lea î.Hr., fiind contemporan lui Neemia și atestat în Cartea sa din Vechiul Testament.